# Vilodag
En vilodag är den dag i veckan som ägnas åt att vila. Sabbatsdag är den dag som Gud har bestämt att människan ska vila.
Bibeln säger att Gud vilade från sitt arbete med skapelsen den sista, sjunde, dagen i skapelseveckan. Denna dag gav han därför namnet sabbat (vilodag), och han uppmanade människorna att i fortsättningen hålla den dagen helig. Inom den kristna världen är söndagen en vilodag, det vill säga att viss verksamhet enligt sed eller gällande rättsregler inte ska äga rum på sön- eller helgdag. Grundsatsen, att viss verksamhet ska vila en av veckans dagar, har av kristendomen antagligen hämtats från den judiska religionens regler angående sabbatens firande. Sedan kristendomen blev statsreligion i Romarriket på 300-talet blev söndagen i stället för lördagen där upphöjd till vilodag vilket sedan dess har varit rådande inom stora delar av kristenheten.
I kristen tradition, liksom inom judendomen och sjundedagsadventismen räknas söndagen som veckans första dag, och vilodagen infaller alltså på den sjunde dagen, som är lördagen. Den kallas sabbat. Sabbat är vila i Kristus, en vila från egna gärningar och en vila i att Jesus är den som kan ge den verkliga vilan, syndernas förlåtelse för en människa. Inom judendomen är sabbaten viktig. På sabbaten får man, enligt de renläriga judarna, inte arbeta, inte resa lång väg, inte laga mat och mycket annat. Sabbatsmåltiden är en veckoligen återkommande festmåltid.
Inom islam finns ingen sabbat eller vilodag som inom judendomen och kristendomen eftersom Gud enligt islam inte blir trött och inte fordrar någon vila från sitt arbete. Denne påpekar själv i Koranen (sura 50:38) att han inte tröttnade efter skapelsens sex dagar. Eftersom fredagen för muslimerna är dagen för kollektiv dyrkan och den obligatoriska samlingsbönen kan den påminna om sabbaten eller söndagen i judendomen och kristendomen.  Muslimerna kan sköta sina vanliga affärer före och efter fredagsbönen.

## Är söndag veckans första eller sjunde dag?
Lördag, söndag och måndag kan alla räknas som veckans första dag. Detta kan leda till missförstånd. Den här artikeln handlar om vilodagen som är ett religiöst begrepp. Enligt kristen och judisk tradition är veckans första dag söndag, medan islam räknar lördagen som veckans första. 
I Sverige och många andra länder följs i officiella sammanhang den internationella standarden ISO 8601 från år 1972 (Europeisk standard EN 28601). Enligt standarden räknas måndagen som veckans första dag. Se Veckonummer. I några länder till exempel i USA och Japan räknas ännu söndagen officiellt som veckans första dag. I många språk kallas lördagen för sabbat.
Anm. I svenska fickalmanackor - med kalendarium från Almqvist & Wiksell - anges söndagen som veckans sjunde dag redan fr o m 1965.